# Fritz Baumgart
Fritz Baumgart (* 5. November 1902 in Berlin; † 28. April 1983 in Padenghe sul Garda, Italien) war ein deutscher Kunsthistoriker und Hochschullehrer.

## Leben und Wirken
Fritz Baumgart studierte Kunstgeschichte, Klassische Archäologie, Philosophie und Geschichte an den Universitäten München und Berlin. 1926 wurde er Stipendiat der Kaiser-Wilhelm-Gesellschaft an der Bibliotheca Hertziana in Rom. 1927 promovierte er in Berlin bei Adolph Goldschmidt mit einer Arbeit über „Hans Holbein d. J. als Bibelillustrator“. 1927 wurde er 2. Assistent an der Bibliotheca Hertziana, 1928 dort 1. Assistent, bis 1934 blieb er in Rom. 1933 trat er in die SA und zum 1. November desselben Jahres in die NSDAP ein (Mitgliedsnummer 3.391.594).
1934 erfolgte seine Habilitation bei Paul Clemen in Bonn, wo er anschließend als Privatdozent tätig war.  1939–1946 war Baumgart als außerordentlicher Professor für Kunstgeschichte an der Universität Jena tätig. Wissenschaftliche Schwerpunkte Baumgarts  waren Künstler der Renaissance, des Klassizismus und der Romantik (u. a. Michelangelo Buonarotti, Giotto di Bondone, Michelangelo Merisi da Caravaggio, Lucas Cranach) sowie die europäische Kunstgeschichte.
1940–1945 leistete er Wehrdienst, u. a. in Paris, 1944 war er Ordonnanzoffizier beim Militärbefehlshaber im besetzten Frankreich, General Carl-Heinrich von Stülpnagel. Baumgarts genaue Tätigkeit dort ist bisher nicht erforscht. Der Philosoph Dieter Henrich schrieb später in seiner Autobiographie, dass in den Pariser Jahren „Baumgart als Besatzungsoffizier durch die Ateliers der Künstler wie Picasso und Braque“ führte und ihm dabei die Augen für die Kunst geöffnet habe. Ähnlich soll Baumgart auf Ernst Jünger, der ebenfalls bei Stülpnagel diente, gewirkt haben; Jünger soll Baumgart „den großen Augenöffner“ für die moderne Malerei genannt haben. Nach 1945 behauptete Baumgart eine „hervorgehobenen Teilnahme an der Widerstandsbewegung des 20. Juli 1944“.
Die Professur in Jena konnte Baumgart nach 1945 wegen seiner Mitgliedschaft in der NSDAP nicht wieder anzutreten. 1949 wurde Fritz Baumgart an der Technischen Universität Berlin zunächst außerordentlicher Professor für Kunstgeschichte und 1954 ordentlicher Professor. In den 1950er und 1960er Jahren gelang es Baumgart („ohne durch eigenständige Forschungen aufzufallen“) durch seine weitverbreiteten Überblickswerke diverse Themenfelder der Kunstgeschichte zu popularisieren. Baumgart förderte nebenbei seinen Assistenten Friedrich Mielke und die Denkmalpflege, den er 1959 bei der erstmals erteilten Venia legendi für dieses neu geschaffene Fach unterstützte. Mielke bedankte sich später bei Baumgart durch die Herausgabe der Festschrift zum 75. Geburtstag. Im März 1968 wurde Fritz Baumgart emeritiert.
Fritz Baumgart lebte im Ruhestand in seinem Haus am Gardasee, wo sich „eine kleine Siedlung gebildet (hatte), in der einige Professoren der Technischen Universität ihr Refugium hatten“. Dort starb er 1983 im Alter von 80 Jahren. Baumgarts Grabstätte befindet sich in Berlin auf dem Waldfriedhof Dahlem.
Ein Teil seines schriftlichen Nachlasses liegt im Deutschen Kunstarchiv im Germanischen Nationalmuseum in Nürnberg.

## Schriften (Auswahl)
(Schriftenverzeichnis, Stand 1977)
- Hans Holbein d. J. als Bibelillustrator. Beier, Berlin 1927 (Dissertation)
- Die Kunst unserer Zeit. Verständnis und Mißverständnis der modernen Kunst. Das Weltbild der neuen Malerei. Kunst und Lebensform. Diederichs, Düsseldorf 1953.
- Geschichte der abendländischen Plastik von den Anfängen bis zur Gegenwart. DuMont, Köln 1957
- Renaissance und Kunst des Manierismus. DuMont, Köln 1963.
- Stilgeschichte der Architektur. DuMont Schauberg, Köln 1969. (Weitere Auflage 1975)
- Die europäische Malerei. Von den Anfängen bis zur Gegenwart. Kohlhammer, Stuttgart 1971.
- Vom Klassizismus zur Romantik. 1750–1832. Die Malerei im Jahrhundert der Aufklärung, Revolution und Restauration. DuMont Schauberg, Köln 1974, ISBN 3-7701-0490-0.
- Idealismus und Realismus 1830–1880. Die Malerei der bürgerlichen Gesellschaft. DuMont Schauberg, Köln 1975, ISBN 3-7701-0865-5.
- DuMont's kleines Sachlexikon der Architektur. DuMont, Köln 1977, ISBN         3-7701-0906-6.